# Dwór w Biskupicach Podgórnych
Dwór w Biskupicach Podgórnych – dwór wybudowany w pierwszej połowie XVIII w. w Biskupicach Podgórnych.

## Położenie
Dwór położony jest w Biskupicach Podgórnych – wsi w Polsce, w województwie dolnośląskim, w powiecie wrocławskim, w gminie Kobierzyce. Według NID nie istnieje.